# Halloween II
Pour les articles homonymes, voir Halloween (homonymie).
Halloween II est un single du groupe Sonic Youth, publié en 1986 par Blast First. Le disque ne contient en fait qu'un seul morceau, Halloween (également disponible sur Flower et la réédition de l'album Bad Moon Rising), sur la face B.
La pochette a été réalisée par le dessinateur Savage Pencil.